# Charnière (menuiserie)

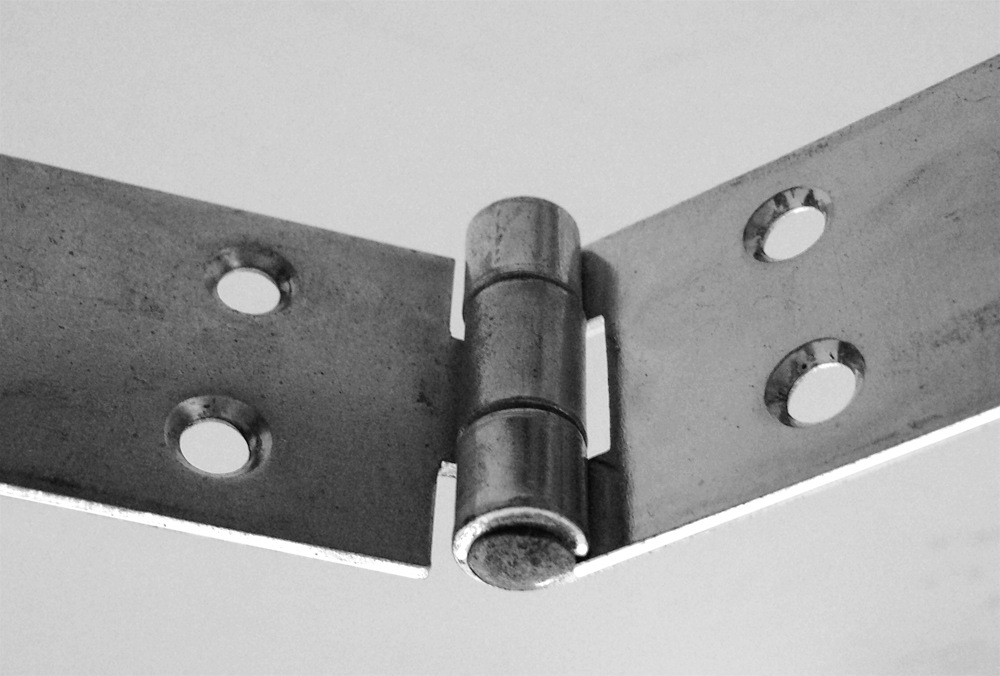
Charnière : deux charnons articulés autour d’un axe à trois nœuds

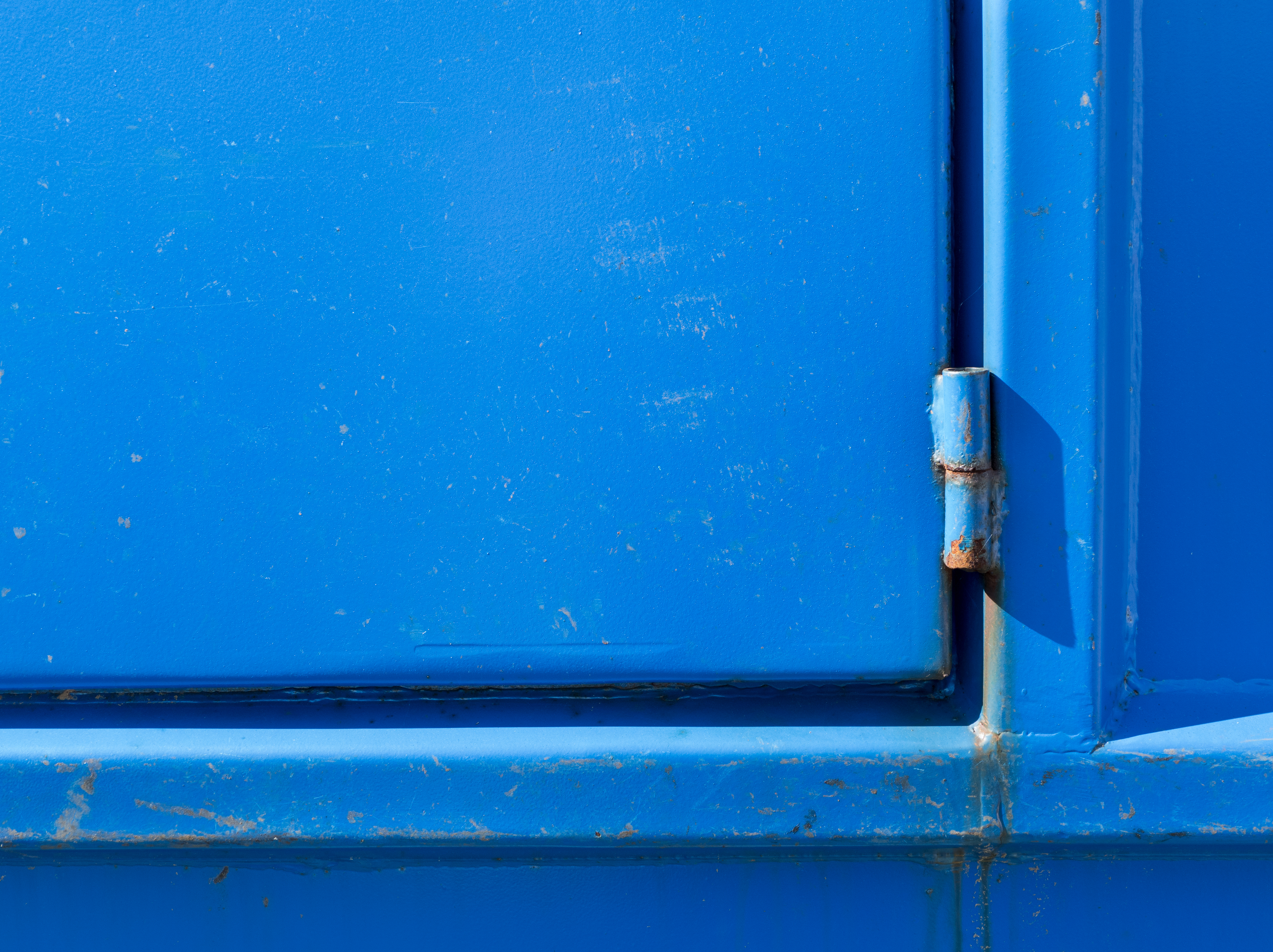
Une paumelle (axe à deux nœuds), appelée aussi « charnière dégondable » ou « charnière fanion »

Pour les articles homonymes, voir Charnière.
Une charnière  est un élément de mécanisme d'engrenage fonctionnant selon le principe d'une liaison pivot. Fréquemment utilisées en menuiserie, les charnières permettent l'articulation de battants non démontables.
Une charnière est en fait composée de trois parties, dont deux charnons (chacun comprenant une platine (ou planche) et des nœuds) et un axe (ou pivot) :
- un charnon immobile (fixé sur le montant de la porte)             — le charnier ;
- l'axe pivotant dont une broche (ou tige) enfichée dans des nœuds  — le pivot (ou gond) ;
- un charnon mobile (fixé sur la porte elle-même)                   — le battant.

Il en existe de multiples sortes suivant les contraintes de mouvement et l'esthétique désirée : fiches, paumelles, charnières invisibles… 